# Stazione di Mirandola FSMMF
La stazione di Mirandola FSMMF, chiamata un tempo stazione vecchia (per distinguerla da quella aperta nel 1932), fu la prima stazione ferroviaria realizzata a Mirandola, in provincia di Modena. La stazione si trovava circa a metà dell'attuale viale Libertà.
Funse da capolinea della ferrovia Modena-Mirandola fino al 1932, quando dopo l'ammodernamento della linea (che fu elettrificata e portata allo scartamento standard), venne sostituita dalla nuova stazione di Mirandola SEFTA.

## Storia
La stazione venne costruita all'ingresso meridionale della città dalla Società anonima Ferrovia Sassuolo-Modena-Mirandola e Finale (FSMMF) alla fine del XIX secolo ed ufficialmente inaugurata il 16 settembre 1883 con l'apertura della linea Modena-Mirandola a scartamento ridotto.

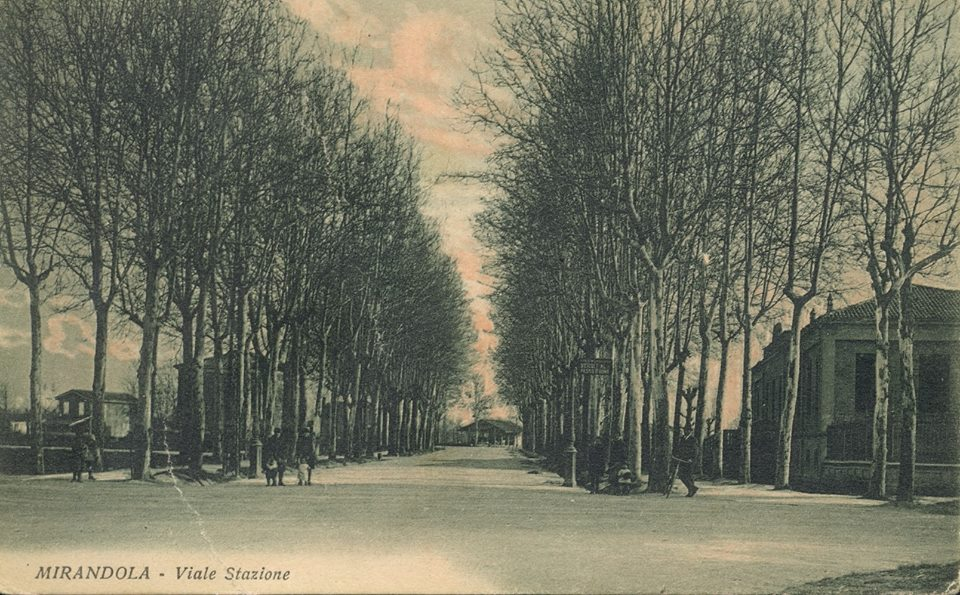
L'ex viale della Stazione (attuale viale della Libertà)

Nel 1917 la società privata FSMMF venne acquisita dalla Società Emiliana di Ferrovie Tranvie ed Automobili (SEFTA).
Il 26 settembre 1932 venne inaugurata la nuova linea elettrificata a scartamento normale e la nuova stazione SEFTA a nord del centro storico di Mirandola, cosicché la vecchia stazione rimase un posto di movimento per lo scalo merci, ad uso principale dello stabilimento automobilistico della vicina Carrozzeria Barbi (aperto nel 1927).
Dopo la decisione della amministrazione provinciale di Modena di smantellare il collegamento ferroviario con il capoluogo modenese, la struttura venne abbandonata dal 6 settembre 1964.
L'edificio ristrutturato è oggi una residenza civile privata, situata nell'angolo tra viale della Libertà e via Jacopo Barozzi.

## Strutture e impianti

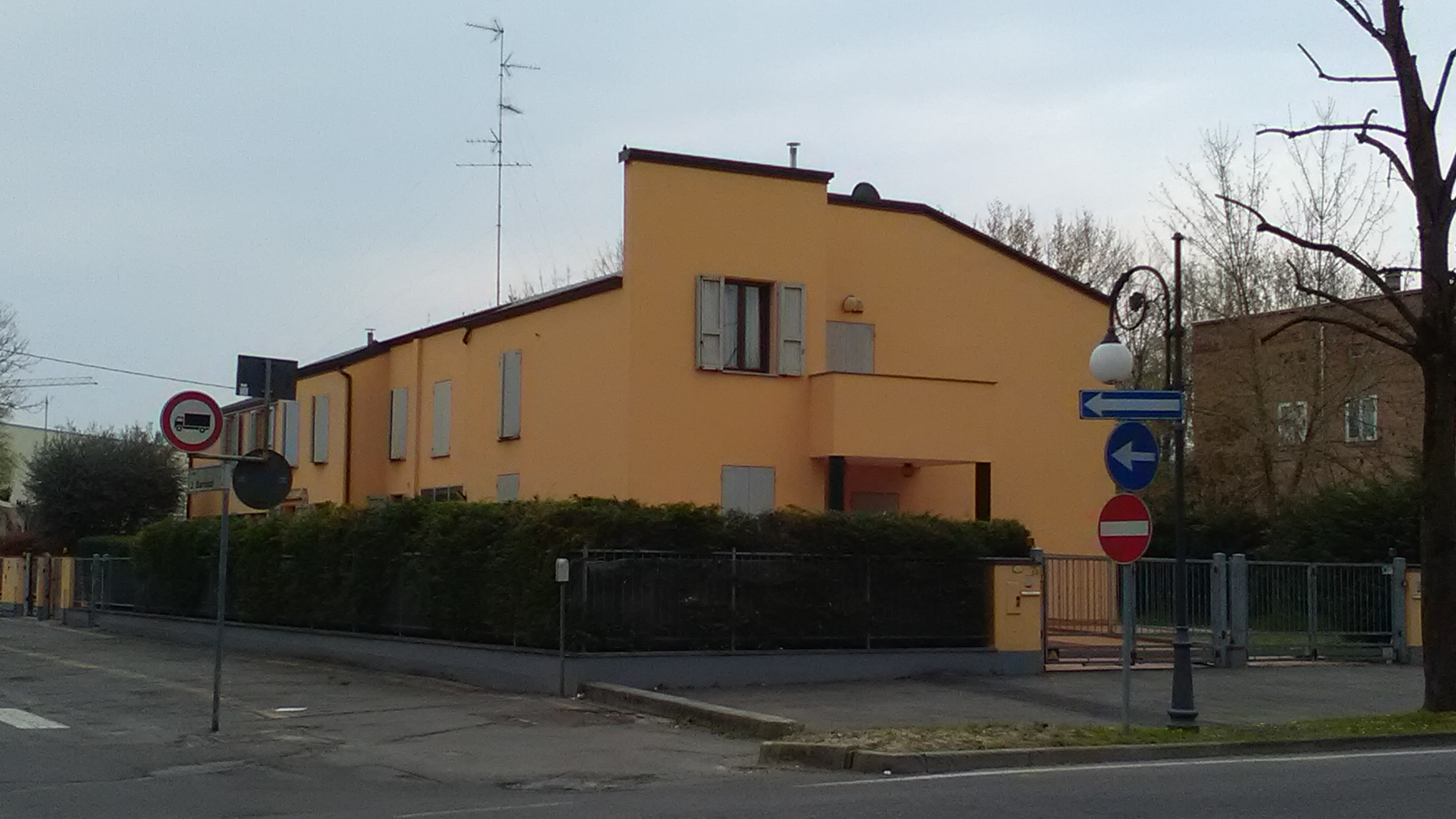
L'ex stazione ferroviaria di Mirandola FSMMF ristrutturata